# Pseudosmittia itachisecunda
Pseudosmittia itachisecunda är en tvåvingeart som beskrevs av Sasa och Kawai 1987. Pseudosmittia itachisecunda ingår i släktet Pseudosmittia och familjen fjädermyggor. Inga underarter finns listade i Catalogue of Life.